# Урга (авіакомпанія)
Урга (Міжнародна акціонерна авіаційна компанія «УРГА», Air Urga) — українська авіакомпанія, що базується в аеропорту «Кіровоград» і виконує польоти в пункти призначення за допомогою двадцяти літаків. Була заснована 1993 року і почала літати за маршрутом Київ — Львів, потім відкрила польоти ще в кілька напрямків. Авіакомпанія Урга зареєстрована в Кропивницькому, регулярні рейси здійснювала (станом на травень 2015 року) лише з Києва до Львова. Виконує також чартерні рейси і перевозить вантажі, як внутрішні — по Україні, так і за кордон.

## Історія
Компанія була заснована у серпні 1993 року. Спеціалізувалася на чартерних перевезеннях. З травня 1997 року із Києва та Кривого Рогу виконувалися регулярні пасажирські перевезення. Власники Air Urga — фонд Держмайна України (51 %) та American International Consulting Corp (43.5 %). Штат працівників 378 чоловік.

## Флот
Станом на травень 2017:
- 11 пасажирських SAAB-340B;

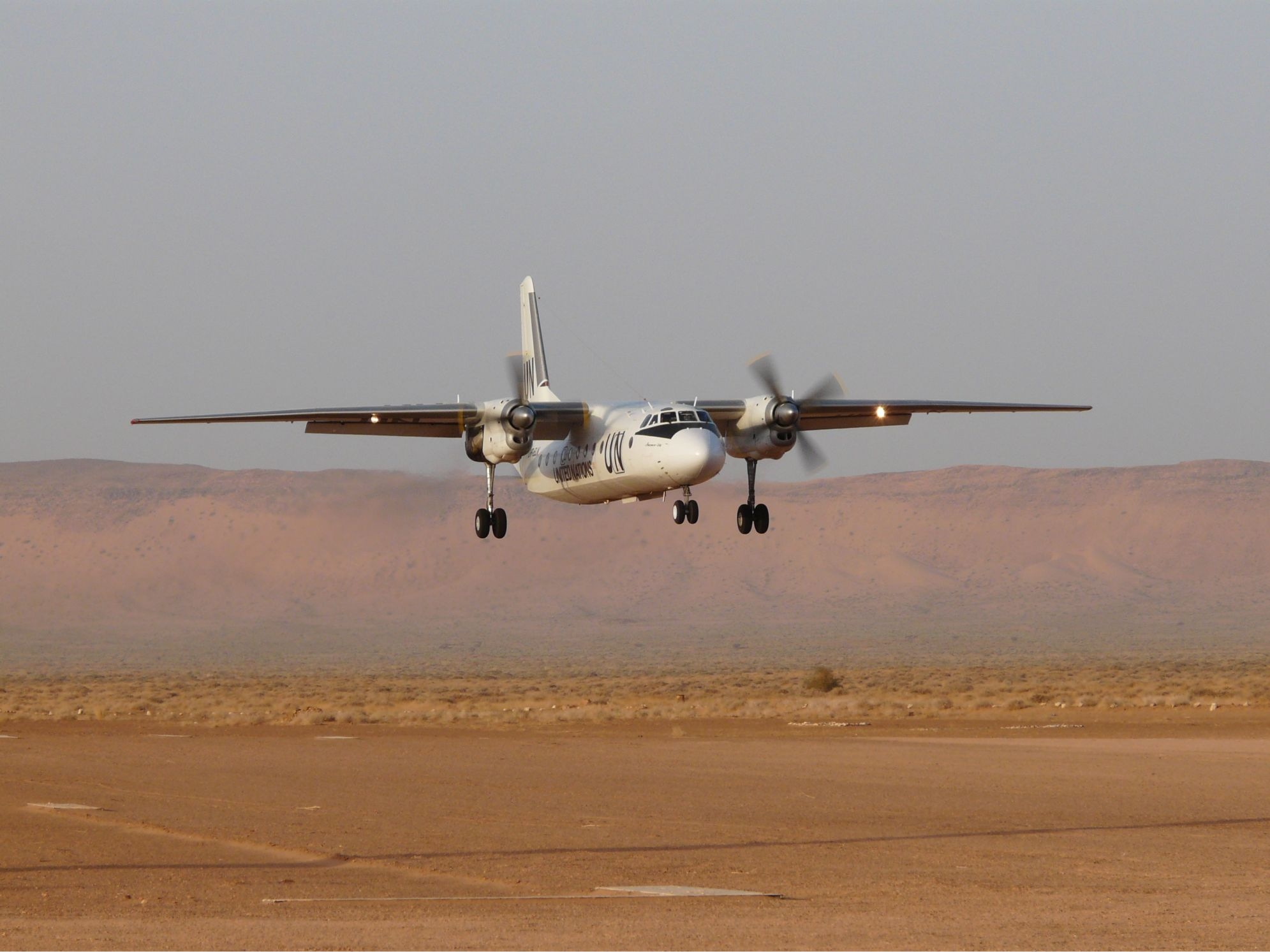
Air Urga Antonov An-24 Shevelev-1 під час виконання місії ООН в Сахарі, 2009

- 4 вантажно-пасажирських Ан-26-100;
- 1 вантажних Ан-26;
- 1 навчальний Cessna-172R.

## Навчально-льотний центр
З 2009 року авіакомпанія на базі власного льотного парку (переважно, Cessna-172R) розпочала підготовку пілотів. Для бажаючих є можливість пройти навчання і отримати не тільки ліцензію приватного пілота PPL(A), але і ліцензію комерційного пілота CPL (A). Для підготовки комерційних пілотів залучають Ан-24 та Ан-26.

## Оглядові польоти
Компанія надає послуги з оглядових польотів на літаку Cessna-172R.

## Галерея

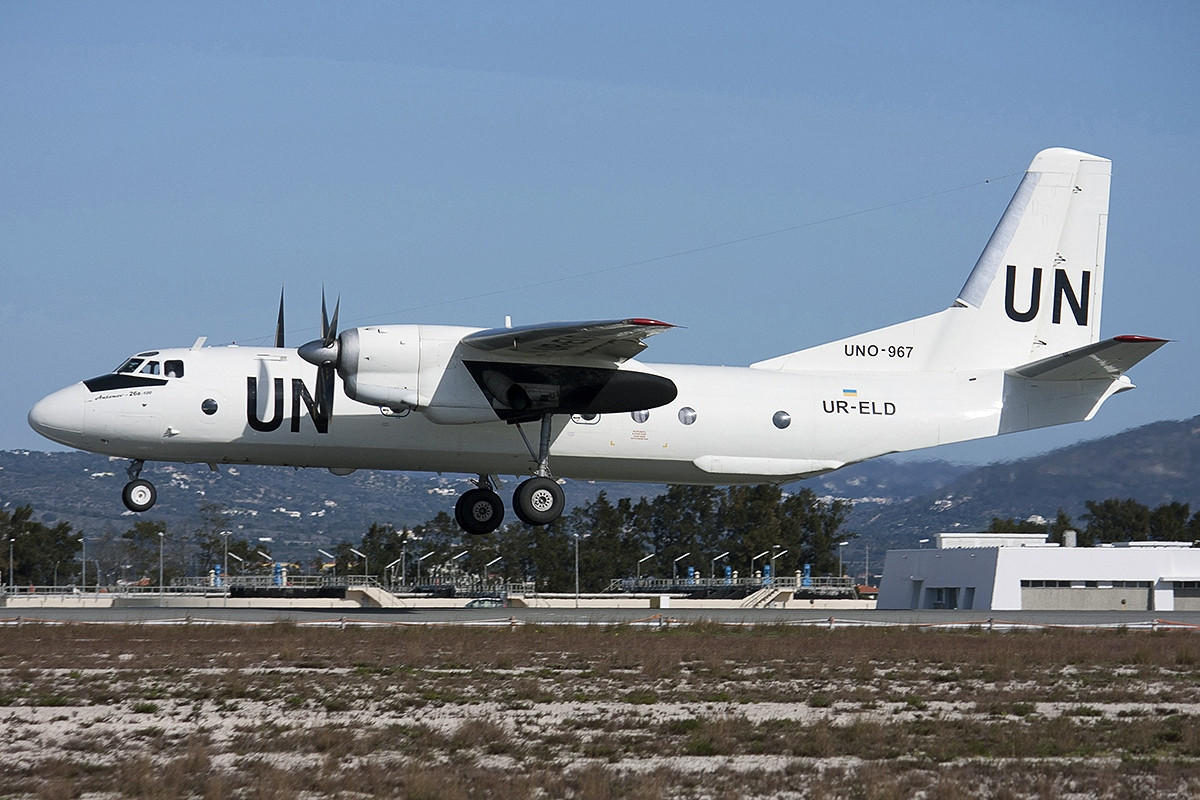
An-26B у Фаро, Португалія, 2013
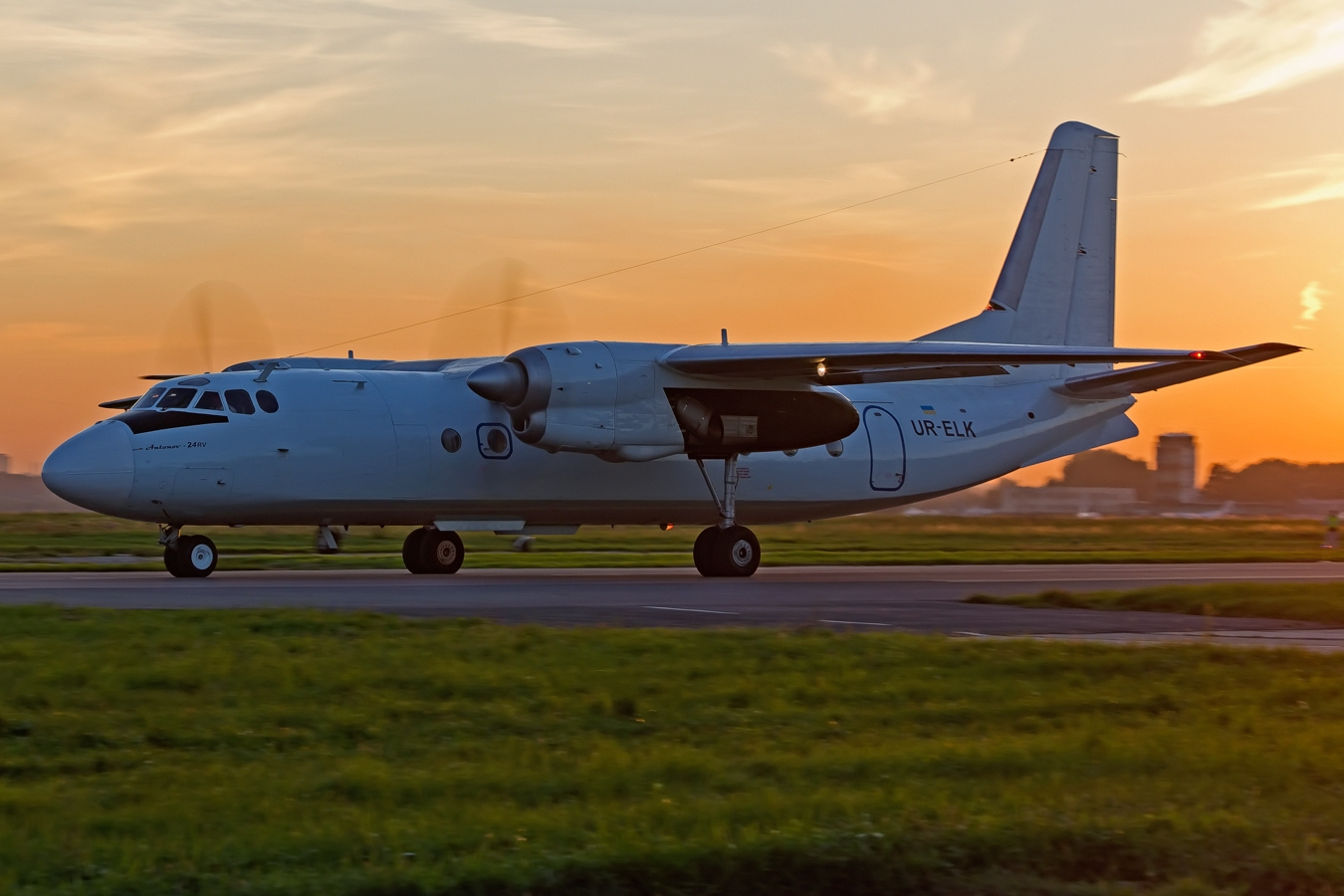
Ан-24 в Жулянах в 2012 році